# Discovery Channel (Italie)
Discovery Channel est une chaîne de télévision thématique italienne éditée par Discovery Italia.

## Historique
Discovery Channel a été lancé en Italie le 1er septembre 1997.
Au lancement de Sky Italia (qui a réuni Tele+ et Stream TV) le 31 juillet 2003, trois autres chaînes ont été lancés : Discovery Science, Discovery Travel & Living et Discovery Civilization Channel. En 2005, Animal Planet et Discovery Real Time ont été lancés.
Depuis le 10 novembre 2007, Discovery Channel +1 est disponible sur canal 402 de Sky.
Discovery Channel HD a été lancé le 20 juillet 2009.
Du 22 juillet au 2 août 2015, Discovery Channel +1 a été convertie en Discovery30anni, pour célébrer les 30 ans de Discovery Channel.
Depuis le 9 avril 2019, la chaîne est disponible sur la plateforme de streaming Dplay Plus. Son direct y a été retiré le 13 avril 2020, Dplay Plus se consacrant uniquement au contenu à la demande.

## Logo

Logo du 1er septembre 1997 au 23 février 2000
Logo de Discovery Channel du 23 février 2000 au 15 avril 2008
Logo de Discovery Channel de 15 avril  2008 au 10 mars 2009
Logo de Discovery Channel de 10 mars 2009 au 9 avril 2019
Logo de Discovery Channel depuis le 9 avril 2019

## Audience
|      | janvier | février | mars  | avril | mai   | juin  | juillet | août  | septembre | octobre | novembre | décembre | Moyenne annuelle |
| ---- | ------- | ------- | ----- | ----- | ----- | ----- | ------- | ----- | --------- | ------- | -------- | -------- | ---------------- |
| 2012 | 0,10%   | 0,11%   | 0,12% | 0,12% | 0,12% | 0,14% | 0,14%   | 0,12% | 0,13%     | 0,11%   | 0,11%    | 0,11%    | 0,12%            |
| 2013 | 0,10%   | 0,09%   | 0,11% | 0,10% | 0,12% | 0,14% | 0,13%   | 0,14% | 0,12%     | 0,10%   | 0,11%    | 0,12%    | 0,11%            |
| 2014 | 0,13%   | 0,12%   | 0,11% | 0,13% | 0,13% | 0,13% | 0.11%   | 0,12% | 0,11%     | 0,11%   | 0,11%    | 0,11%    | 0,12%            |
| 2015 | 0,10%   | 0,10%   | 0,08% | 0,08% | 0,08% | 0,09% | 0,10%   | 0,11% | 0,09%     | 0.09%   | 0.09%    | 0,10%    | 0,09%            |
| 2016 | 0,07%   | 0,08%   | 0,07% | 0,06% | 0,06% | 0,05% | 0,05%   | 0,05% | 0,06%     | 0,06%   | 0,06%    | 0,06%    | 0,06%            |
| 2017 | 0,05%   | 0,07%   | 0,07% | 0,06% | 0,06% | 0,07% | 0,06%   | 0,08% | 0,07%     | 0,07%   | 0,08%    | 0,08%    | 0,06%            |
| 2018 | 0,08%   | 0,07%   | 0,07% | 0,06% | 0,06% | 0,07% | 0,06%   | 0,06% | 0,05%     | 0,06%   | 0,05%    | 0,06%    | 0,06%            |
| 2019 | 0,05%   | 0,05%   | 0,05% | 0,05% | 0,04% | 0,05% | 0,06%   | 0,06% | 0,05%     | 0,05%   | 0,04%    | 0,04%    | 0,05%            |
| 2020 | 0,05%   | 0,04%   | 0,05% |       |       |       |         |       |           |         |          |          |                  |

* Moyenne mensuelle de jour sur les 4 ans et +